# Víctor Galíndez
Víctor Emilio Galíndez (Vedia, 2 de noviembre de 1948 - 26 de octubre de 1980) fue un boxeador argentino campeón de peso mediopesado en dos ocasiones. Es el tercer americano en ser campeón mundial en esta división detrás de José Torres de Puerto Rico y de Vicente Rondón de Venezuela. Apodado El Leopardo de Morón.
Fue dos veces campeón mundial en 1974-1978 (con once defensas exitosas) y 1979. Ganó la medalla de plata en los Juegos Panamericanos de 1967 realizados en Winnipeg, Canadá. Tuvo un registro de 52 peleas ganadas (34 por nocaut), 9 perdidas, 4 empates y 2 sin decisión. Desde el año 2002 pertenece al Salón Internacional de la Fama del Boxeo. Su victoria por nocaut sobre Richie Kates en el 22 de mayo de 1976 es considerada como una de las peleas por defensa del título más recordadas de la historia del boxeo mundial en la categoría de peso mediopesado.

## Biografía

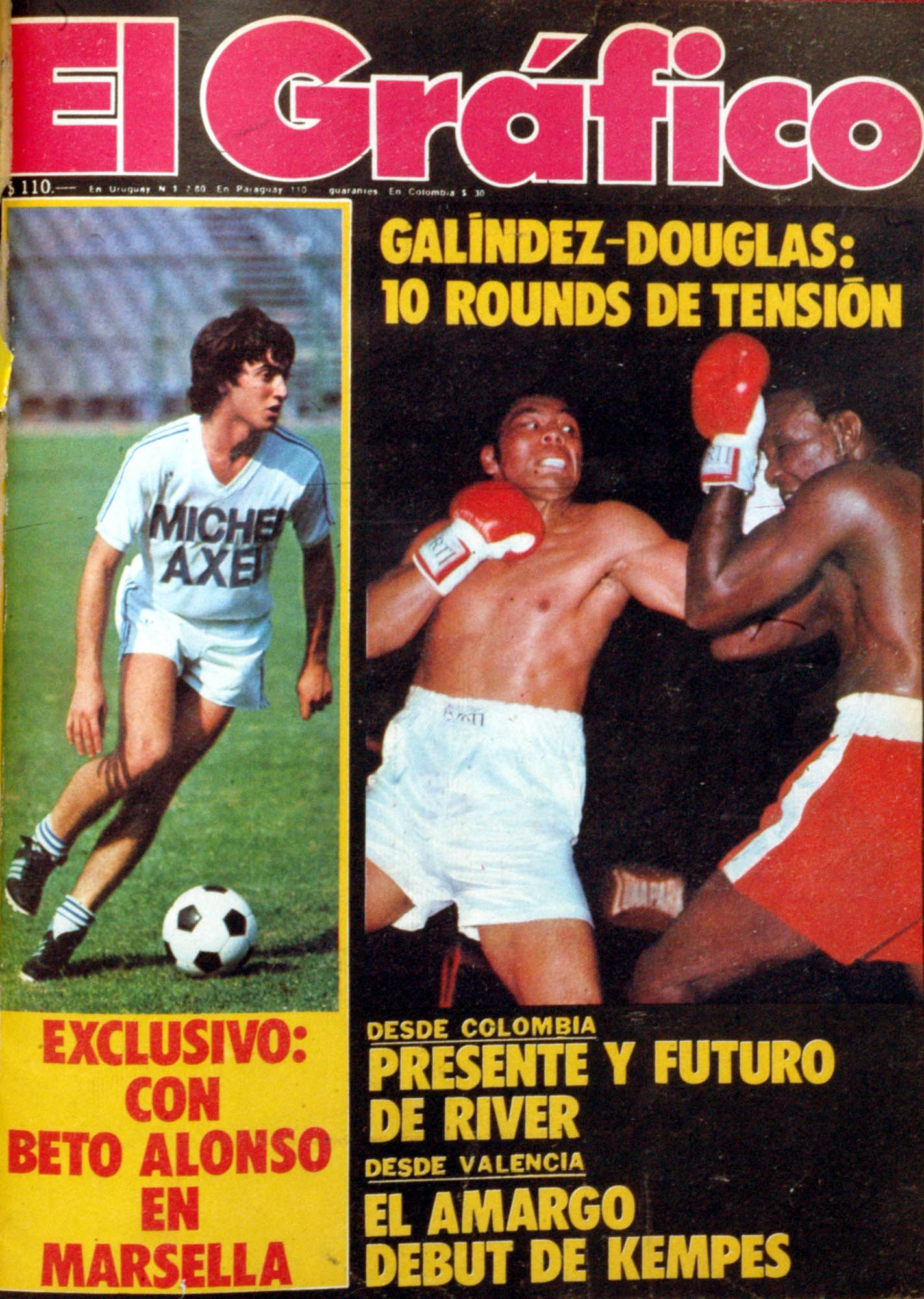
Galíndez contra Douglas en 1976.

Víctor Galíndez nació el 2 de noviembre de 1948 en Vedia, provincia de Buenos Aires. Se inició en el boxeo en la ciudad de Tigre, bajo la dirección de Oscar Casanovas, quien fuera medalla de oro en los XI Juegos Olímpicos de Berlín 1936.
En 1967 ganó la medalla de plata en los V Juegos Panamericanos en Winnipeg. En 1968 integró la delegación argentina que viajó a los XIX Juegos Olímpicos de México, siendo derrotado en la primera ronda.
Debutó como profesional el 10 de mayo de 1969, venciendo a Ramón Ruiz por nocaut. El 22 de julio de 1972 se consagró campeón argentino mediopesado al derrotar por puntos a Juan Aguilar. El 7 de octubre de 1972 ganó el título sudamericano al vencer a Avenamar Peralta por puntos y el torneo argentino "Feliz Daniel Frascara" venciendo entre otros a Pedro Rimowski, de la mano del "Gallego" Pradeiro. Ya en Morón llegan los triunfos cobijado en la casa de don Marti y con su inseparable amigo/trainer Sergio "Esclavo" Burgos. En este entorno familiar es donde comienza la etapa de oro del pugilista nacido en Vedia.
El 7 de diciembre de 1974 ganó el campeonato del mundo de peso semicompleto en el mítico Luna Park, al vencer por abandono en el asalto 13 a Len Hutchins, constituyéndose así en el primer campeón mundial argentino en coronarse en su país. Realizó once defensas exitosas del título hasta 1978. Entre ellas, el 30 de junio de 1975, vs. el también argentino Jorge “Aconcagua” Ahumada, a quien venció en el imponente Madison Square Garden de la ciudad de Nueva York, siendo ésta la primera vez que dos argentinos disputaron el cinturón mundial.
El sábado 22 de mayo de 1976, en Johannesburgo, venció por KO al estadounidense Richie Kates en su pelea histórica (la más sangrienta que se recuerde). Fue uno de los momentos más gloriosos del deporte argentino, por el dramatismo del combate y más que nada por la recuperación de Galíndez luego que Kates le abriera la ceja derecha de un cabezazo en el tercer asalto. Peleó en un gran nivel y, con la cara sangrante y casi a ciegas, noqueó a su retador a escasos 10 segundos del final. La camisa ensangrentada del árbitro del combate, el sudafricano Stanley Christodoulou, se exhibe hoy en el museo del deporte de Johannesburgo. Sin embargo, no pudo celebrar su gran victoria, pues aquel mismo día, en Nevada, asesinaban a su gran amigo "Ringo" Bonavena.
En su 13.ª defensa, perdió el cetro el 5 de septiembre de 1978, ante Mike Rossman. Al año siguiente recuperó la corona al vencer a Rossman por abandono en el 9.º asalto, siendo el primer campeón mediopesado en reconquistar el título. En su primera defensa, el 30 de noviembre de 1979 perdió con Marvin Johnson. Hizo su último combate el 14 de junio de 1980 ante Jesse Burnett, quien lo derrotó por puntos en una pelea eliminatoria a 12 asaltos por el título crucero del Consejo Mundial de Boxeo. Pocos meses después Galíndez comenzó a incursionar en el automovilismo como copiloto.
Después de perder la revancha contra Burnett en 1980 por una decisión en 12 asaltos en Anaheim. California, Galíndez fuera obligado al retiro por dos operaciones para reparación de sus retinas por lo cual trató de realizar otro de sus sueños en la carrera de autos.

## Muerte
Murió el 26 de octubre de 1980, a los 31 años, atropellado durante una competencia el día que debutaba como acompañante de Antonio Lizeviche en la carrera de TC que se realizó en 25 de Mayo. En esas circunstancias el auto de Lizeviche y Galíndez se averió y ambos volvían caminando a boxes, cuando el auto de Marcial Feijoó, fuera de control, embistió a ambos, matándolos al instante.
Sus restos mortales descansan en una bóveda del cementerio de Morón. Fue el tercer boxeador argentino en ingresar al Salón de la Fama (2002) por detrás de Carlos Monzón (1990) y Pascual Pérez (1995)

## Récord profesional
| Récord Profesional | Récord Profesional | Récord Profesional |
| 70 peleas          | 55 Victorias       | 9 Derrotas         |
| Nocaut             | 34                 | 3                  |
| Decisión           | 21                 | 6                  |
| Empates            | 4                  | 4                  |
| Sin Decisión       | 2                  | 2                  |
| ------------------ | ------------------ | ------------------ |

| Resultado | Récord     | Rival                     | Tipo | Rd., Tiempo | Fecha                    | Lugar                                                         | Notas                                                        |
| --------- | ---------- | ------------------------- | ---- | ----------- | ------------------------ | ------------------------------------------------------------- | ------------------------------------------------------------ |
| Derrota   | 54–9–4 (2) | Jesse Burnett             | UD   | 12          | 14 de junio de 1980      | Disneyland Hotel, Anaheim, California, Estados Unidos         | Pelea eliminatoria Peso mediopesado del CMB                  |
| Derrota   | 54–8–4 (2) | Marvin Johnson            | KO   | 11          | 30 de noviembre de 1979  | Louisiana Superdome, Nueva Orleans, Louisiana, Estados Unidos | Pierde el título mundial de Peso mediopesado de la AMB       |
| Victoria  | 55–7–4 (2) | Mike Rossman              | RTD  | 9           | 14 de abril de 1979      | Louisiana Superdome, Nueva Orleans, Louisiana, Estados Unidos | Gana el título mundial de Peso mediopesado de la AMB         |
| Victoria  | 54–7–4 (2) | Roberto Gustavo Aguilar   | RTD  | 8           | 9 de marzo de 1979       | San Miguel de Tucumán, Argentina                              |                                                              |
| Derrota   | 53–7–4 (2) | Mike Rossman              | TKO  | 13          | 15 de septiembre de1978  | Louisiana Superdome, Nueva Orleans, Louisiana, Estados Unidos | Pierde el título mundial de Peso mediopesado de la AMB       |
| Victoria  | 53–6–4 (2) | Marcos Antonio Tosto      | KO   | 6           | 19 de agosto de 1978     | General Pico, Argentina                                       |                                                              |
| Victoria  | 52–6–4 (2) | Waldemar de Oliveira      | KO   | 9           | 8 de julio de 1978       | Estadio Luna Park, Buenos Aires                               |                                                              |
| Victoria  | 51–6–4 (2) | Juan Antonio Musladino    | KO   | 9           | 16 de junio de 1978      | Mendoza, Argentina                                            |                                                              |
| Victoria  | 50–6–4 (2) | Yaqui Lopez               | UD   | 15          | 6 de mayo de 1978        | La Bussola Teatro Tenda, Viareggio, Italia                    | Retiene el título mundial de Peso mediopesado de la AMB      |
| Victoria  | 49–6–4 (2) | Ramon Reinaldo Cerrezuela | PTS  | 10          | 8 de abril de 1978       | Estadio Luna Park, Buenos Aires, Argentina                    |                                                              |
| Victoria  | 48–6–4 (2) | Eddie Mustafa Muhammad    | UD   | 15          | 20 de noviembre de 1977  | Palazzo dello Sport di Parco Ruffini, Torino, Italia          | Retiene el título mundial de Peso mediopesado de la AMB      |
| Victoria  | 47–6–4 (2) | Yaqui López               | UD   | 15          | 17 de septiembre de 1977 | Palazzetto dello Sport, Roma, Italia                          | Retiene el título mundial de Peso mediopesado de la AMB      |
| Victoria  | 46–6–4 (2) | Richie Kates              | UD   | 15          | 18 de junio de 1977      | Palazzetto dello Sport, Roma, Italia                          | Retiene el título mundial de Peso mediopesado de la AMB      |
| Victoria  | 45–6–4 (2) | Guillermo Aguirrezabala   | KO   | 4           | 6 de abril de 1977       | Mendoza, Argentina                                            |                                                              |
| Victoria  | 44–6–4 (2) | Kosie Smith               | UD   | 15          | 5 de octubre de 1976     | Rand Stadium, Johannesburgo, Sudáfrica                        | Retiene el título mundial de Peso mediopesado de la AMB      |
| Victoria  | 43–6–4 (2) | Billy Douglas             | PTS  | 10          | 21 de agosto de 1976     | Estadio Luna Park, Buenos Aires, Argentina                    |                                                              |
| Victoria  | 42–6–4 (2) | Richie Kates              | KO   | 15          | 22 de mayo de 1976       | Rand Stadium, Johannesburgo, Sudáfrica                        | Retiene el título mundial de Peso mediopesado de la AMB      |
| Victoria  | 41–6–4 (2) | Jesse Burnett             | SD   | 10          | 8 de abril de 1976       | K.B. Hallen, Copenhague, Dinamarca                            |                                                              |
| Victoria  | 40–6–4 (2) | Harald Skog               | KO   | 3           | 28 de marzo de 1976      | Ekeberg Hall, Oslo, Noruega                                   | Retiene el título mundial de Peso mediopesado de la AMB      |
| Victoria  | 39–6–4 (2) | Pierre Fourie             | SD   | 15          | 13 de septiembre de 1975 | Rand Stadium, Johannesburgo, Sudáfrica                        | Retiene el título mundial de Peso mediopesado de la AMB      |
| Victoria  | 38–6–4 (2) | Jorge Ahumada             | UD   | 15          | 30 de junio de 1975      | Madison Square Garden, Nueva York, Estados Unidos             | Retiene el título mundial de Peso mediopesado de la AMB      |
| Victoria  | 37–6–4 (2) | "Communist" Ray Elson     | TKO  | 8           | 16 de mayo de 1975       | Las Vegas, Nevada, Estados Unidos                             |                                                              |
| Victoria  | 36–6–4 (2) | Pierre Fourie             | UD   | 15          | 7 de abril de 1975       | Ellis Park Stadium, Johannesburgo, Sudáfrica                  | Retiene el título mundial de Peso mediopesado de la AMB      |
| Victoria  | 35–6–4 (2) | Johnny Griffin            | KO   | 6           | 15 de febrero de 1975    | Balcarce, Buenos Aires, Argentina                             |                                                              |
| Victoria  | 34–6–4 (2) | Len Hutchins              | TKO  | 13          | 7 de diciembre de 1974   | Estadio Luna Park, Buenos Aires, Argentina                    | Gana el título mundial vacante de Peso mediopesado de la AMB |
| Victoria  | 33–6–4 (2) | Domingo Silveira          | KO   | 4           | 5 de octubre de 1974     | Paraná, Entre Ríos, Argentina                                 |                                                              |
| Victoria  | 32–6–4 (2) | Angel Oquendo             | PTS  | 10          | 14 de septiembre de 1974 | Estadio Luna Park, Buenos Aires, Argentina                    |                                                              |
| Victoria  | 31–6–4 (2) | Domingo Silveira          | KO   | 5           | 1 de septiembre de 1974  | San Juan, Argentina                                           |                                                              |
| Victoria  | 30–6–4 (2) | Domingo Silveira          | KO   | 4           | 12 de julio de 1974      | San Salvador de Jujuy, Argentina                              |                                                              |
| Victoria  | 29–6–4 (2) | Jose González             | PTS  | 10          | 8 de junio de 1974       | Estadio Luna Park, Buenos Aires, Argentina                    |                                                              |
| Victoria  | 28–6–4 (2) | Ruben Macario Gonzalez    | KO   | 3           | 5 de abril de 1974       | Río Cuarto, Córdoba, Argentina                                |                                                              |
| Victoria  | 27–6–4 (2) | Ray Anderson              | KO   | 2           | 16 de febrero de 1974    | Balcarce, Buenos Aires, Argentina                             |                                                              |
| Victoria  | 26–6–4 (2) | Eddie Duncan              | KO   | 2           | 8 de diciembre de 1973   | Estadio Luna Park, Buenos Aires, Argentina                    |                                                              |
| Victoria  | 25–6–4 (2) | Raul Arturo Loyola        | TKO  | 8           | 10 de noviembre de 1973  | Estadio Luna Park, Buenos Aires, Argentina                    |                                                              |
| Victoria  | 24–6–4 (2) | Raul Arturo Loyola        | PTS  | 12          | 7 de septiembre de 1973  | Estadio Luna Park, Buenos Aires, Argentina                    | Retiene el título argentino de peso semipesado de la FAB     |
| Victoria  | 23–6–4 (2) | Juan Aguilar              | KO   | 6           | 10 de agosto de 1973     | San Miguel de Tucumán, Argentina                              |                                                              |
| Victoria  | 22–6–4 (2) | Karl Zurheide             | KO   | 2           | 14 de julio de 1973      | Estadio Luna Park, Buenos Aires, Argentina                    |                                                              |
| Victoria  | 21–6–4 (2) | Eddie Owens               | KO   | 3           | 12 de mayo de 1973       | Estadio Luna Park, Buenos Aires, Argentina                    |                                                              |
| Victoria  | 20–6–4 (2) | Juan Aguilar              | PTS  | 12          | 14 de abril de 1973      | Estadio Luna Park, Buenos Aires, Argentina                    | Retiene el título argentino de peso semipesado de la FAB     |
| Victoria  | 19–6–4 (2) | Ruben Macario Gonzalez    | KO   | 3           | 29 de enero de 1973      | Salta, Argentina                                              |                                                              |
| Empate    | 18–6–4 (2) | Juan Aguilar              | PTS  | 10          | 15 de diciembre de 1972  | Mendoza, Argentina                                            |                                                              |
| Victoria  | 18–6–3 (2) | Oscar Wondryk             | KO   | 7           | 10 de noviembre de 1972  | Venado Tuerto, Argentina                                      |                                                              |
| Victoria  | 17–6–3 (2) | Avenamar Peralta          | PTS  | 12          | 7 de octubre de 1972     | Estadio Luna Park, Buenos Aires, Argentina                    | Gana el título de peso ligero sudamericano                   |
| Victoria  | 16–6–3 (2) | Avenamar Peralta          | PTS  | 12          | 2 de septiembre de 1972  | Estadio Luna Park, Buenos Aires, Argentina                    | Retiene el título argentino de peso semipesado de la FAB     |
| Victoria  | 15–6–3 (2) | Adolfo Jorge Cardozo      | TKO  | 4           | 19 de agosto de 1972     | Rosario Teatro Real, Rosario, Santa Fe, Argentina             |                                                              |
| Victoria  | 14–6–3 (2) | Juan Aguilar              | PTS  | 12          | 22 de julio de 1972      | Estadio Luna Park, Buenos Aires, Argentina                    | Gana el título argentino de peso semipesado de la FAB        |
| Victoria  | 13–6–3 (2) | Eddie Jones               | PTS  | 10          | 6 de mayo de 1972        | Estadio Luna Park, Buenos Aires, Argentina                    |                                                              |
| Victoria  | 12–6–3 (2) | Carlos Santagada          | TKO  | 8           | 22 de enero de 1972      | Nueve de Julio, Buenos Aires, Argentina                       |                                                              |
| Derrota   | 11–6–3 (2) | Avenamar Peralta          | PTS  | 10          | 18 de diciembre de 1971  | Estadio Luna Park, Buenos Aires, Argentina                    |                                                              |
| Victoria  | 11–5–3 (2) | Juan Aguilar              | PTS  | 10          | 20 de noviembre de 1971  | Estadio Luna Park, Buenos Aires, Argentina                    |                                                              |
| Victoria  | 10–5–3 (2) | Jorge Ahumada             | KO   | 6           | 30 de octubre de 1971    | Estadio Luna Park, Buenos Aires, Argentina                    |                                                              |
| Derrota   | 9–5–3 (2)  | Avenamar Peralta          | TKO  | 9           | 11 de septiembre de 1971 | Estadio Luna Park, Buenos Aires, Argentina                    |                                                              |
| Victoria  | 9–4–3 (2)  | Jorge Ahumada             | KO   | 9           | 31 de julio de 1971      | Estadio Luna Park, Buenos Aires, Argentina                    |                                                              |
| Empate    | 8–4–3 (2)  | Pedro Rimovsky            | PTS  | 10          | 12 de junio de 1971      | Estadio Luna Park, Buenos Aires, Argentina                    |                                                              |
| Derrota   | 8–4–2 (2)  | Jorge Ahumada             | PTS  | 10          | 24 de mayo de 1971       | Mendoza, Argentina                                            |                                                              |
| NC        | 8–3–2 (2)  | Pedro Rimovsky            | NC   | 1           | 7 de abril de 1971       | Estadio Luna Park, Buenos Aires, Argentina                    |                                                              |
| Victoria  | 8–3–2 (1)  | Avenamar Peralta          | PTS  | 10          | 9 de enero de 1971       | Estadio Luna Park, Buenos Aires, Argentina                    |                                                              |
| Derrota   | 7–3–2 (1)  | Avenamar Peralta          | PTS  | 12          | 28 de noviembre de 1970  | Estadio Luna Park, Buenos Aires, Argentina                    | Por el título argentino de peso semipesado de la FAB         |
| Derrota   | 7–2–2 (1)  | Juan Aguilar              | PTS  | 10          | 18 de septiembre de 1970 | Mendoza, Argentina                                            |                                                              |
| NC        | 7–1–2 (1)  | Juan Aguilar              | NC   | 1           | 14 de agosto de 1970     | Mendoza, Argentina                                            |                                                              |
| Victoria  | 7–1–2      | Jorge Ahumada             | KO   | 5           | 22 de julio de 1970      | Estadio Luna Park, Buenos Aires, Argentina                    |                                                              |
| Empate    | 6–1–2      | Juan Aguilar              | PTS  | 10          | 24 de junio de 1970      | Estadio Luna Park, Buenos Aires, Argentina                    |                                                              |
| Victoria  | 6–1–1      | Alfredo Segura            | KO   | 3           | 20 de mayo de 1970       | Estadio Luna Park, Buenos Aires, Argentina                    |                                                              |
| Victoria  | 5–1–1      | Ramon Reinaldo Cerrezuela | TKO  | 9           | 9 de mayo de 1970        | Lujan, Buenos Aires, Argentina                                |                                                              |
| Derrota   | 4–1–1      | Juan Aguilar              | PTS  | 10          | 8 de abril de 1970       | Estadio Luna Park, Buenos Aires, Argentina                    |                                                              |
| Victoria  | 4–0–1      | Ramon Rocha               | KO   | 9           | 13 de marzo de 1970      | Rosario, Santa Fe, Argentina                                  |                                                              |
| Victoria  | 3–0–1      | Adolfo Jorge Cardozo      | KO   | 5           | 17 de enero de 1970      | Estadio Luna Park, Buenos Aires, Argentina                    |                                                              |
| Empate    | 2–0–1      | Adolfo Cejas              | PTS  | 10          | 16 de agosto de 1969     | Azul, Buenos Aires, Argentina                                 |                                                              |
| Victoria  | 2–0        | Ruperto Robledo           | KO   | 3           | 28 de junio de 1969      | Estadio Luna Park, Buenos Aires, Argentina                    |                                                              |
| Victoria  | 1–0        | Ramon Ruiz                | KO   | 4           | 10 de mayo de 1969       | Estadio Luna Park, Buenos Aires, Argentina                    | Debut cómo profesional.                                      |